# 戦略偵察団
戦略偵察団（せんりゃくていさつだん、ドイツ語：Kommando Strategische Aufklärung、略称：KdoStratAufkl. KSA）は、ドイツ連邦軍の旅団級（Großverband）情報部隊。2002年1月17日に編成され、司令部をボン近郊のゲルスドルフに置いている。

## 概要
戦略偵察団は軍種を横断したシギント任務のために、陸軍通信科部隊や人工衛星支援部隊（SGA）などの部隊・施設を集約している。戦略偵察団は最大で約6,000人の人員で構成される。司令官には准将が充てられ、戦力支援司令部の指揮下、技術面では連邦国防省に従属する。
2009年10月7日にフランツ・ヨーゼフ・ユング連邦国防大臣によって、戦略偵察団が所在する兵営の改名が実施され、ナチスに抵抗した国防軍将校であるフィリップ・フライヘーア・フォン・ベーゼラーガーの功績を称えローザ・マリア・フライヘーア・フォン・ベーゼラーガー婦人が臨席のもとで「フィリップ・フライヘーア・フォン・ベーゼラーガー兵営」と命名された。

## 編制
- 第91通信区域（本部、フレンスブルク）
  - 第911電信偵察地区（本部、ブラームシュテト）
  - 第912電子戦大隊（本部、ニーンブルク/ヴェーザー）
  - 第921電信偵察地区（本部、ベルリン＝ガトウ。2009年9月30日に解散）
- 第93通信区域（本部、ダウン）
  - 第931電信偵察地区（本部、ダウン）
  - 第922電子戦大隊（本部、ドナウヴェルト）
  - 第932電子戦大隊（本部、フランケンベルク・アン・デア・エーダー）
- 戦略偵察学校（在フレンスベルク＝ミュルヴィク）
- 連邦軍偵察技術研究センター（在ホーフ）
- コンピューターネットワーク作戦情報部

2007年12月31日に戦略偵察指揮を司る中核部隊である連邦軍通信センター（ZNBw）に加えて、連邦情報庁（BND）傘下の連邦軍軍事通信部（MilNWBw）が解散する。残された任務については戦略偵察団が2007年中に連邦軍通信センターから引き継いだ。これにより、連邦軍の共同指揮機関として形成される。
新設された人工衛星支援部隊（Abteilung satellitengestützte Aufklärung, Abt SGA）はドイツの衛星偵察システムSARルーペを地上運用所から制御する。

## 同様の組織
- アメリカ陸軍情報保全集団（INSCOM、陸軍参謀本部直属の師団級コマンド）
- アメリカ国家安全保障局（アメリカ合衆国）
- 政府通信本部（イギリス）
- ロシア連邦政府情報通信庁（ロシア連邦、2008年に解散しロシア連邦保安庁傘下の通信手段無線電子諜報センターとなる）
- 情報本部（日本国防衛省）